# Кубок Ліхтенштейну з футболу 1994—1995
Кубок Ліхтенштейну з футболу 1994—1995 — 50-й розіграш кубкового футбольного турніру в Ліхтенштейні. Титул здобув Вадуц.

## Перший раунд
| Команда 1      | Рахунок         | Команда 2   |
| -------------- | --------------- | ----------- |
| Бальцерс II    | 2–3             | Ешен-Маурен |
| Шан II         | 0–4             | Трізенберг  |
| Трізенберг II  | 0–9             | Бальцерс    |
| Вадуц-2        | 2–2 дч пен. 4–3 | Руггелль    |
| Ешен-Маурен II | 0–7             | Трізен      |
| Руггелль II    | 1–5             | Трізен II   |

## 1/4 фіналу
| Команда 1  | Рахунок | Команда 2   |
| ---------- | ------- | ----------- |
| Трізен     | 3–4     | Бальцерс    |
| Трізенберг | 3–4     | Вадуц       |
| Трізен II  | 0–6     | Шан         |
| Вадуц-2    | 1–6     | Ешен-Маурен |

## 1/2 фіналу
| Команда 1 | Рахунок | Команда 2   |
| --------- | ------- | ----------- |
| Шан       | 3–5     | Ешен-Маурен |
| Вадуц     | 3–1     | Бальцерс    |

## Фінал
| 25 травня 1995 |

| Вадуц                       | 3–1 | Ешен-Маурен |
| --------------------------- | --- | ----------- |
| Матт 77', 81' Полверіно 78' |     | Клаунцер 8' |

| Шпортплац Блюменау, Трізен Глядачів: 1,630 |